# Doença mamária
As doenças da mama constituem uma série de condições. Os sintomas mais comuns são massa mamária, dor mamária e secreção mamilar.

## Tumor
Um tumor da mama é uma massa anormal de tecido na mama devido a neoplasma. Pode ser benigno, como no fibroadenoma, ou pode ser malignoa, caso em que é denominado cancro da mama. Qualquer um dos casos comummente se apresenta como um nódulo mamário. Aproximadamente 7% dos caroços mamários são fibroadenomas e 10% são cancro da mama, sendo o restante outras condições benignas ou nenhuma doença.

### Câncer de mama
O cancro da mama é o cancro dos tecidos mamários. Em todo o mundo, o cancro da mama é o principal tipo de cancro em mulheres, respondendo por 25% de todos os casos. É mais comum em mulheres com mais de 50 anos.

## Alterações fibrocísticas da mama
Também chamado de doença fibrocística da mama, mastite cística crônica, mastopatia cística difusa, displasia mamária.